# Saint-Michel-de-Chabrillanoux
Saint-Michel-de-Chabrillanoux ist eine französische Gemeinde im Département Ardèche in der Region Auvergne-Rhône-Alpes. Bis zur Neuordnung der französischen Kanton im Jahr 2015 war sie eine der 10 Gemeinden des Kantons La Voulte-sur-Rhône. Sie wurde dann zum Kanton Haut-Eyrieux geschlagen. Sie grenzt im Nordwesten an Saint-Maurice-en-Chalencon, im Norden an Silhac, im Osten an Dunière-sur-Eyrieux, im Südosten an Les Ollières-sur-Eyrieux und im Südwesten an Saint-Sauveur-de-Montagut. Zu Saint-Michel-de-Chabrillanoux gehören neben der Hauptsiedlung auch die Weiler Roves, Bonnet, Champ, Bas Praly, Lacous, Les Peyres, La Combe, Les Issards, La Chareyre, La Grangette, Viazac, Vaneilles, Les Buffes, L’hubac, Le Verdayer, Les Salhrens, La Ville, Boucharnoux, Le Buisson, Issantouans, Les Peyrets, Le Cournier, Chautelot und Conjols.

## Bevölkerungsentwicklung
| Jahr                       | 1962 | 1968 | 1975 | 1982 | 1990 | 1999 | 2008 | 2014 |
| -------------------------- | ---- | ---- | ---- | ---- | ---- | ---- | ---- | ---- |
| Einwohner                  | 479  | 379  | 274  | 250  | 238  | 270  | 354  | 370  |
| Quellen: Cassini und INSEE |      |      |      |      |      |      |      |      |

## Sehenswürdigkeiten

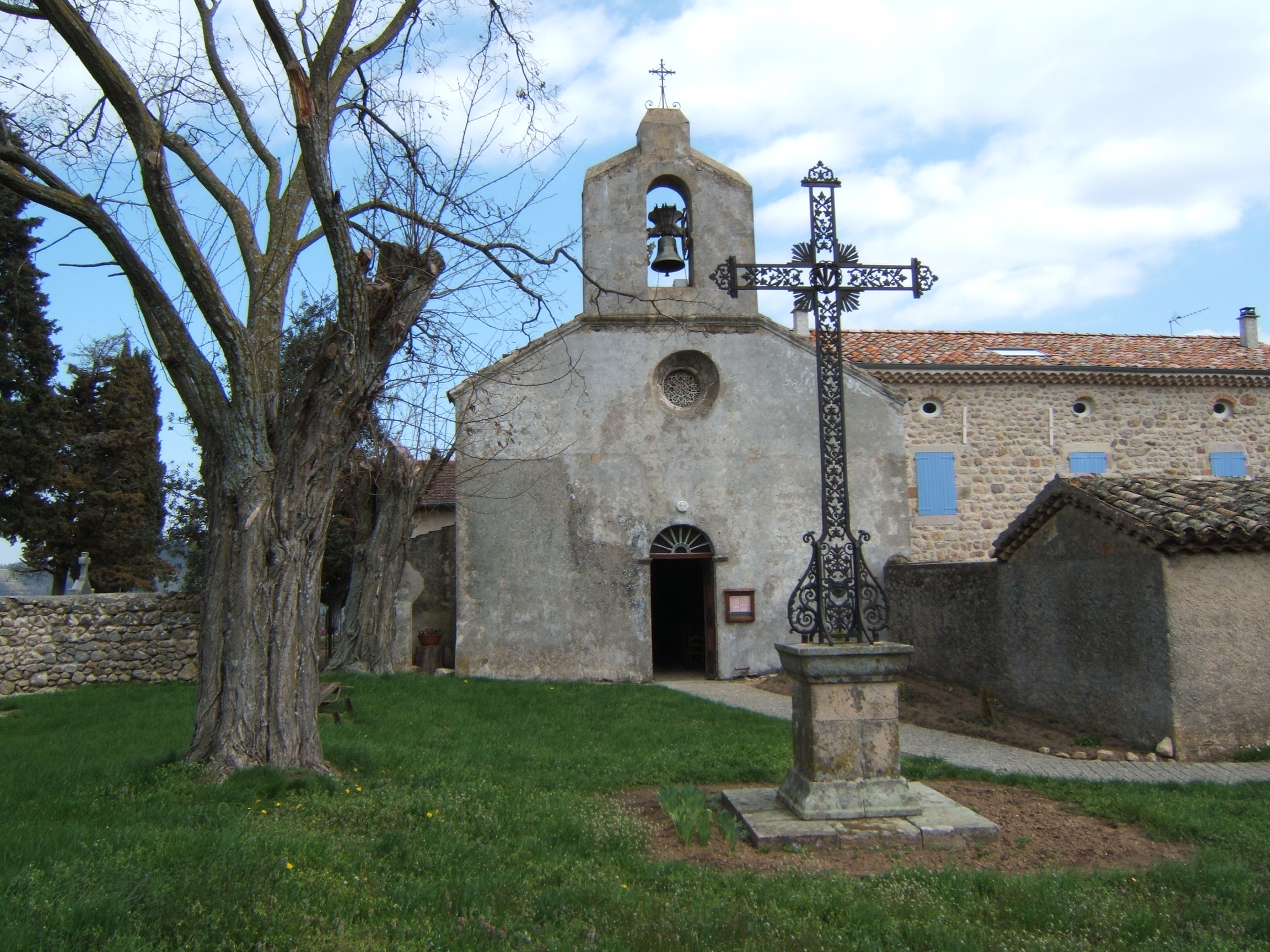
Kirche

- Militärfriedhof
- Kirche Saint-Michel

## Persönlichkeiten
- Paul Sabatier (1858–1928), Theologe und Historiker